# Tao Luna
Tao Luna (陶璐娜T, Táo LùnàP; Shanghai, 11 febbraio 1974) è una tiratrice a segno cinese, campionessa olimpica nella pistola 10 metri ad aria compressa ai Giochi olimpici di Sydney 2000.

## Palmarès
- Giochi olimpici

Sydney 2000: oro nella pistola 10 metri ad aria compressa; argento nella pistola 25 metri;